# ۷۷۳ (قمری)
۷۷۳ (قمری)، هفتصد و هفتاد و سومین سال در گاهشماری هجری قمری است. اول محرم این سال برابر با بیست و سوم ژوئیه سال ۱۳۷۱ میلادی است.

## زادگان
ابن حجر عسقلانی